# Station Radzyń Podlaski
Station Radzyń Podlaski is een spoorwegstation in de Poolse plaats Radzyń Podlaski.